# Villejoubert
Villejoubert település Franciaországban, Charente megyében. Lakosainak száma 367 fő (2022. január 1.). Villejoubert Aussac-Vadalle, Saint-Amant-de-Boixe és Tourriers községekkel határos.

## Népesség
A település népessége az elmúlt években az alábbi módon változott:
| Lakosok száma | 127  | 256  | 293  | 326  | 335  | 335  | 332  | 334  | 338  | 367  |
|               | 1968 | 1982 | 1999 | 2006 | 2011 | 2015 | 2017 | 2018 | 2020 | 2022 |